# 피크닉 (1955년 영화)
《피크닉》(영어: Picnic)은 1955년 제작된 미국의 테크니컬러 로맨틱 코미디 드라마 영화이다. 조슈아 로건이 감독을 맡았으며, 퓰리처상을 수상한 윌리엄 인지의 동명 희곡이 원작이다.

## 출연진
- 윌리엄 홀든 - 핼 카터 역
- 킴 노백 - 마저리 “매지” 오언스 역
- 로절린드 러셀 - 로즈메리 시드니 역
- 베티 필드 - 플로 오언스 역
- 수전 스트라스버그 - 밀드러드 “밀리” 오언스 역
- 클리프 로버트슨 - 앨런 벤슨 역
- 아서 오코널 - 하워드 베번스 역
- 버나 펠턴 - 헬렌 포츠 역
- 레타 쇼 - 어마 크롱카이트 역
- 엘리자베스 윌슨 - 크리스틴 쇼언월더 역
- 레이먼드 베일리 - 벤슨 씨 역
- 닉 애덤스 - 보머 역
- 헨리 P. 왓슨 - 상공 회의소 회장 역

## 우리말 녹음
KBS 성우진 (2005년 7월 24일)
- 홍시호 - 핼 카터 (윌리엄 홀든)
- 김민석 - 앨런 벤슨 (클리프 로버트슨)
- 이용순 - 매지 오언스 (킴 노백)
- 소연 - 밀리 오언스 (수전 스트라스버그)
- 김태연 - 벤슨 오언스 (레이먼드 베일리)
- 임수아 - 오언스 부인 (베티 필드)
- 정민희 - 포츠 부인 (버나 펠턴)
- 최흘 - 하워드 (아서 오코널)
- 성선녀 - 로즈메리 (로절린드 러셀)
- 송정희 - 어마 (레타 쇼)
- 윤동기 - 보머 (닉 애덤스)
- 손선근 - 상공 회의소 회장 (헨리 P. 왓슨)
- 이승주 - 경찰 (돈 C. 하비)
- 김창주 - 시장 (헨리 파게오)
- 전숙경 - 크리스틴 (엘리자베스 윌슨)